# My Wife
Pistes de l'album Who's Next
Love Ain't for Keeping The Song Is Over
My Wife est une chanson écrite par le bassiste du groupe de rock britannique The Who, John Entwistle. Elle apparaît sur l'album Who's Next, paru en 1971.
Son enregistrement s'est déroulé au studio Olympic en mai 1971.

## Genèse et description
Cette chanson ne faisait pas partie du projet avorté Lifehouse. Au contraire, elle aurait dû paraître sur un album solo de John Entwistle, mais n'avait pu prendre place. Le bassiste l'a donc proposée au reste du groupe. Elle est donc particulièrement à l'écart des thématiques des autres chansons de l'album.
John Entwistle écrivit cette chanson après une violente dispute avec sa femme, lors d'une promenade en forêt. Les paroles sont typiques du talent d'écriture du bassiste, imagées et faisant preuve d'un solide sens de l'humour noir. Elles décrivent tous les moyens imaginés par un homme terrifié de rentrer chez lui alors qu'il n'a plus donné de nouvelles à sa femme depuis plusieurs jours. Il craint donc que son épouse ne le mette en pièces à son retour.
Concernant la musique, on trouve une ligne de basse peu technique mais formant le socle harmonique de la chanson. La guitare de Pete Townshend vient tresser quelques accords distordus au-dessus de la batterie de Keith Moon. On observe aussi une utilisation assez importante des cuivres (notamment des trompettes, jouées par l'auteur). C'est le bassiste qui chante lui-même sa chanson.
Entwistle apprécie peu la version de cette chanson présente sur Who's Next, arrangée par Glyn Johns. Il l'a réenregistrée avec son groupe Rigor Mortis. Cependant, c'est l'une de ses chansons les plus jouées sur scène avec Boris the Spider.

## Anecdotes
- Entwistle raconte que sa femme, loin d'être offensée par la chanson, lui aurait même proposé de venir sur scène brandissant un rouleau à pâtisserie[1].
- Il a aussi raconté que ce n'était pas sa femme en personne qui l'attendait pour le châtier, mais plutôt ses avocats[1]...